# 粗刺深蝦蛄
粗刺深蝦蛄（学名：Bathysquilla crassispinosa）为深蝦蛄科深蝦蛄屬下的一个种。